# Los inocentes (película de Juan Antonio Bardem)
Los inocentes (también conocida como Crónica negra) es una película hispano-argentina de 1963, dirigida por Juan Antonio Bardem, protagonizada por Alfredo Alcón y Paloma Valdés. Estrenada en Buenos Aires el 25 de septiembre de 1963. Ganadora del Cóndor de Plata a mejor director y a mejor actor en 1964. Fue nominada para el Oso de Oro del Festival Internacional de Cine de Berlín, donde obtuvo el Premio de la Unión Internacional de Críticos de Cine (UNICRIT).

## Sinopsis
Es el relato de una historia de amor entre un hombre de clase media, Bruno Sartori (Alfredo Alcón) y una joven de familia rica con pretensiones aristocráticas, Elena Errazquin (Paloma Valdés). Los hechos transcurren durante el invierno en Mar del Plata, una ciudad balnearia turística de la Argentina.

## Hechos relacionados
La película debió atravesar gran cantidad de incidentes. Originalmente había sido pensada para transcurrir en España, ambientada en la ciudad balnearia de San Sebastián, en la región vasca, en la que los prejuicios religiosos hispanos desempeñaban un lugar central. Sin embargo el proyecto se frustró debido al escándalo y subsiguiente censura que generó en España el estreno de la película Viridiana, de Luis Buñuel, de la cual Juan Antonio Bardem, fue uno de los productores.
Ello llevó a que la película fuera reescrita para ser ambientada en Mar del Plata en un entorno cultural argentino, quitando los aspectos relacionados con el conservadurismo religioso. El film se realizó con actores y técnicos argentinos, a excepción de la actriz protagónica, Paloma Valdés, elegida a ciegas por el director. Finalmente, poco antes de su estreno, España levantó la prohibición que pesaba sobre Bardem, y la película fue considerada como coproducción argentino-española, pese a haber sido casi enteramente realizada en Argentina.

## Miscelánea
- La actriz Paloma Valdés fue seleccionada por Bardem sin conocerla. Cuando finalmente llegó a la Argentina para realizar la película, resultó que se trataba de una menor de edad que viajaba con su madre, una franquista ultraconservadora, y que además no sabía actuar. Los prejuicios de la madre llevaron a alterar algunas importantes escenas que debían ser rodadas en la cama, aún sin desnudos, y a que Bardem dedicara las noches a enseñarle actuación a Paloma.[1]

## Actores
1. Alfredo Alcón (Bruno Sartori)
2. Paloma Valdés (Elena Errazquin)
3. Enrique Fava (Ignacio Fuentes)
4. Ignacio de Soroa (Ricardo Errazquin)
5. Fernanda Mistral (Laura Errazquin)
6. Zelmar Gueñol (Leiva Fuentes)
7. Pepita Meliá (Eloísa)
8. Lía Casanova (Natalia Errazquin)
9. Fabio Zerpa
10. Eduardo Muñoz (Dionisio Errazquin)
11. Josefa Goldar
12. Luis E. Corradi
13. Julián Pérez Ávila
14. Ovidio Fuentes
15. Juan Carlos Galván

## Premios
- Festival Internacional de Cine de Berlín (1963): nominada para el Oso de Oro, ganadora del Premio UNICRIT.
- Premios Cóndor de Plata (1964): mejor director y mejor actor.
- Premio del Sindicato Nacional del Espectáculo de España (1963): mejor actriz.